# BP del Bover
BP del Bover' (BP Bootis) és un estel variable a la constel·lació del Bover, situat molt prop del límit amb constel·lació del Dragó, Draco. Catalogada com a variable Alpha² Canum Venaticorum —la representant del qual més brillant és Alioth (ε Ursae Majoris)—, la seva magnitud aparent màxima és +5,34, fluctuant la seva lluentor 0,02 magnituds al llarg d'un període de 1,3049 dies. S'hi troba a 313 anys llum de distància del sistema solar.
BP del Bover és un estel blanc-blavenc de tipus espectral B9p, el qual, amb una edat de gairebé 120 milions d'anys, amb prou feines ha recorregut una tercera part de la seva vida com a estel de la seqüència principal. És un estel químicament peculiar —concretament un estel Bp—, que presenta sobreabundància de silici i crom. Exemples d'estels Bp són β Hydrae, HK Canis Majoris i NN Apodis. Igual que aquests estels, BP Bootis posseeix un intens camp magnètic; el seu camp magnètic efectiu <Be> aconsegueix els 100 G.
La temperatura efectiva de BP del Bover és de 9.800 K, si bé un altre estudi eleva significativament aquesta xifra fins als 12.000 K. Giravolta sobre si mateixa amb una velocitat de rotació projectada de 75 km/s. Llueix amb una lluminositat 102 vegades major que la del Sol i és 3 vegades més massiva que aquest.